# 미스테리 걸
〈미스테리 걸〉(Mystery Girl)은 윤형주가 1986년 발표한 가요이다.